# بوبان راژوویچ

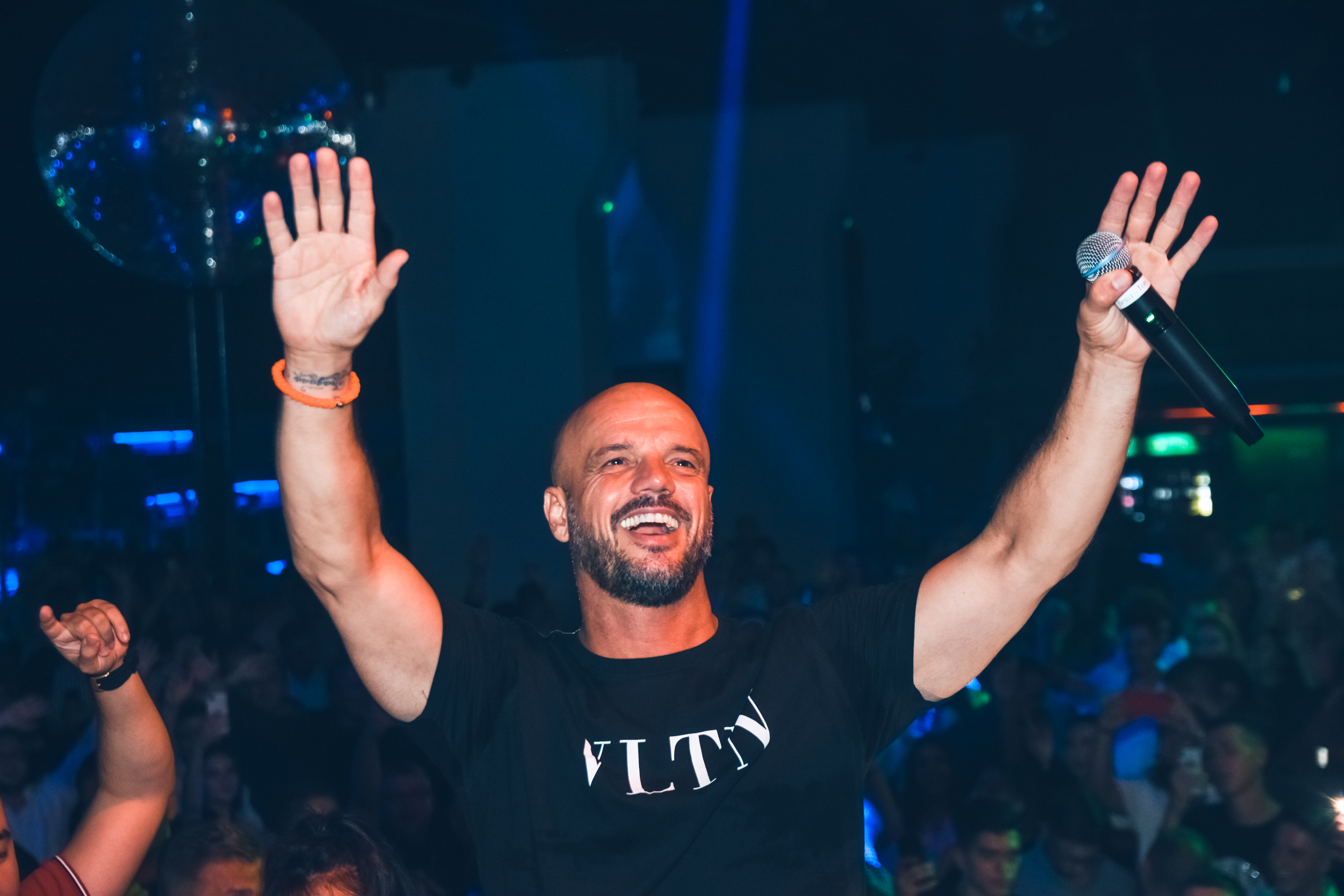
کیفیت بالا عکس. مرتبط بودن به مقاله

بوبان راژوویچ (صربی-سیریلیک: Бобан Рајовић)؛ متولد ۲۵ دسامبر ۱۹۷۱) در کپنهاگ، یک خوانندهٔ پاپ متون دانمارکی مونته‌نگرو در یوگسلاوی سابق است.

## آلبوم‌ها
- Boban (۲۰۰۰)
- Puklo srce (۲۰۰۳)
- Provokacija (۲۰۰۶)
- Usne boje vina (۲۰۰۷)
- Kosači (۲۰۰۸)
- Mijenjam (۲۰۱۰)
- Vojnik Zabluda (۲۰۱۳)

## تک آهنگ‌ها
- Usne boje vina (۲۰۰۷)
- Gromovi (۲۰۰۹) – با Dragana Mirković
- Ružno Pače (۲۰۰۹)
- Jedan je zivot(۲۰۱۰)
- Princeza (۲۰۱۰)
- Baraba (۲۰۱۳)

## پیوندها
- رسمی:: صفحه اصلی Boban Rajović
- بوبان راژوویچ در آل‌میوزیک